# Bundesdisziplinarordnung
Die Bundesdisziplinarordnung (BDO) regelte in der Bundesrepublik Deutschland das beamtenrechtliche Verfahren bei Dienstvergehen von Beamten. Sie war nach ihrem Außerkrafttreten am 1. Januar 2002 nur noch für Altfälle anzuwenden. Mit dem Außerkrafttreten der Bundesdisziplinarordnung trat das Bundesdisziplinargesetz als Nachfolgeregelung in Kraft.
Die BDO sah für die Beamten des Bundes den Rechtsweg zum Bundesdisziplinargericht (BDiG) in Frankfurt am Main vor. Von 1953 bis 1967 war der Bundesdisziplinarhof (BDH) in West-Berlin das zuständige Gericht.

## Geschichte
Die Bundesdisziplinarordnung trat als Reichsdienststrafordnung (RDStO) am 1. Juli 1937 in Kraft. Am 30. Juni 1950 wurde die Bundesfassung im Bundesgesetzblatt bekannt gemacht.